# Adelaide River
 (janvier 2017).
Si vous disposez d'ouvrages ou d'articles de référence ou si vous connaissez des sites web de qualité traitant du thème abordé ici, merci de compléter l'article en donnant les références utiles à sa vérifiabilité et en les liant à la section « Notes et références ».
Adelaide River est un fleuve de l'Australie, dans le Territoire du Nord.

## Géographie
D'une longueur de 180 kilomètres, l'Adelaide River se jette au nord de l'Australie dans la mer de Timor. Elle prend sa source à 125 mètres d'altitude à l'ouest de Brooks Creek. 